# Pierre Nijs
Léon Pierre Nijs (Anversa, 4 gennaio 1890 – Anversa, 12 giugno 1939) è stato un pallanuotista belga, vincitore di una medaglia d'argento alle olimpiadi di Anversa 1920 ed una di bronzo a Stoccolma 1912.